# Grossflottbeker THGC
Grossflottbeker Tennis Hockey und Golf Club is een Duitse hockey-, tennis- en golfclub uit Hamburg.
De club werd opgericht op 1 juli 1901 als tennisclub. Tien jaar later ontstond er een hockeyafdeling bij de club en in 1937 kwam daar een golfafdeling bij.
De club beschikt momenteel over ongeveer 2.000 leden. De hockeyafdeling won in het verleden verschillende prijzen en de dames waren succesvol in de jaren 60 en 70 met vier landstitels. In 1978 haalden de vrouwen zelfs de finale van het Europacup-toernooi.

## Erelijst
- Landskampioen veldhockey (dames): 1966, 1970, 1977, 1979
- Landskampioen zaalhockey (dames): 1966, 1972